# Urok
Urok, prema pučkom vjerovanju, zlonamjeran čin ili neko zlo koje netko može  "baciti" na drugoga. Vjerovalo se da urok izaziva bolesti kod ljudi i životinja, uzrokuje nerodicu na poljima, oduzima mlijeko kravama i slično, a smatralo se da je opasan i pogled urokljive osobe, kojem su podložna mala djeca, mladenke i trudnice.
Sukladno pučkom vjerovanju, uroci su se otklanjali češnjakom, crvenom vunicom, tisovinom, kucanjem u drvo, pljuckanjem, prelijevanjem vode, gašenjem ugljena ili uzrečicama i tajnim formulama.